# Propaganda (Ted-Sirota-Album)
Propaganda ist das zweite Album des amerikanischen Jazz-Ensembles Ted Sirota’s Soul Rebels. Aufgenommen wurde es am 12. und 13. Oktober 1998 im Pro Musica Studio von Ken Christianson, das sich in der Union Church im Chicagoer Vorort Hinsdale (Illinois) befindet. Die Aufnahmen erschienen 1999 auf dem britischen Label Naim Records.

## Hintergrund
Sirota arbeitete in seinem Bandprojekt Soul Rebels mit Musikern zusammen, mit denen er in anderen Formationen gearbeitet hatte, wie Tortoise, Isotope 217 und das Chicago Underground Orquestra.
Das Album beginnt mit den Ska-Grooves von Geronimo’s Free, bei dem als Gast der Basstrompeter Ryan Schultz hinzukam. Michael G. Nastos erinnert die folgende Komposition Ten in Klang und Spielhaltung an die Musik von John Scofield, Michael Brecker, Pat Metheny und Joe Lovano; wie auch das „glühende Finale“ von Hemiola. Diese Stücke kontrastieren mit Kevin Kizers Spiel auf dem Tenorsaxophon in dem Walzer Carolynn'’s Blues und der Ballade Lonely People mit Kizer und Gitarrist Jeff Parker als Solisten. „Die raffinierte Nummer“ Little Spots stammt von Jeff Parker;La Danse de Janvier wird von afrikanischem Groove bestimmt, unterstützt durch den Perkussionisten Ruben Alvarez.

## Titelliste
- Ted Sirota’s Rebel Souls: Propaganda (Naim – NAIMCD 036)
  1. Geronimo’s Free (Sirota) 6:19
  2. Ten (Mazurek) 9:46
  3. Carolynn’s Blues (Kizer) 6:39
  4. Propaganda (Sirota) 6:50
  5. Lonely People (Mazurek) 6:05
  6. La Danse de Janvier (Sirota) 9:31
  7. Little Spots (Parker) 6:59
  8. Hemiola (Parker) 8:52

## Rezension
Michael G. Nastos bewertet das Album in AllMusic mit vier (von fünf) Sternen und meint, das zweite Album der Rebel Souls zeige sie dabei, wie sie viele [Musik]-Stile von Instrumentalmusik wie Neobop, Highlife, listeige Grooves und auch Ska einbeziehen. Schlagzeuger Sirota leiet das in Chicago ansässige Quintett samt Gästen durch acht Eigenkompositionen der Bandmitglieder, die mit „Geist und Kompetenz“ gespielt werden, „was über ihren Namen hinausgeht.“
Nastos hebt dabei das Spiel Rob Mazureks auf dem gestopften Kornett hervor. Es handle sich „gänzlich um eine demokratische Band, die aus vielen Quellen schöpft, dabei aber seinem kollektiven Selbst treu bleibt.“  Die Solos hätten kreative Tönungen, und die Musik „wird durch ein einheitliches Konzept zusammengehalten. Wer in der zeitgenössischen Arena des modernen Jazz nach etwas Neuem sucht, sollte diese Aufnahme als erfrischend empfinden“, resümiert der Autor.
Christopher Porter (JazzTimes) lobte: „Wenn der Zweck der Propaganda der Sache dient, hat Schlagzeuger Ted Sirota mich zu einem Gläubigen gemacht“ Dessen zweites Album als Bandleader stecke voller Ideen, vom Ska-Jumper Geronimo’s Free, zum leicht Latin-beeinflussten, an die Fusionmusik der 1970er erinnernden Groover La Danse de Janvier, in dem Rick Gehrenebecks Fenderpiano und Jeff Parkers Gitarre so seidig glatt sind, dass ihr Spiel „in ein amorphes Ganzes“ fließe. Rob Mazurek verfüge über „einen mageren, oft durch einen Dämpfer verstärkten Klang, der herrlich kleine melodische Aussagen bevorzugt, anstelle von langen, gewundenen (oder verworrenen) Geschichten.“ Währenddessen spiele der „stets beeindruckende“ Jeff Parker teilweise abgehackte Post-Bop-Akkorde; „diese werden dann durch subtile rhythmische Variationen abstrahiert“. Der Titel Carolyn’s Blues zeige eine Akkordfolge ähnlich wie My Favorite Things und habe „eine leicht swingende Anmutung“, was Raum gibt für den etwas chaotischen, frei angelegten Titel Propaganda; doch die folgenden Ballade Lonely People rechtfertige die Dinge, in der Saxophonist Kevin Kizer und Bassist Noel Kuppersmith in ihrem Zusammenspiel dem Stück eine von Pathos beladene emotionale Verankerung geben. Während der gesamten CD spiele Sirota mühelos, „und er gibt dabei den Songs und den Musikern Raum zu atmen und ihre Geschichten zu erzählen.“ All dies mache diese Propaganda sehr überzeugend, so das Fazit des Autors.
In All About Jazz schrieb Joel Roberts: „Ich war sofort begeistert vom ersten Track dieses Albums“: Geronimo’s Free zeichnen sich durch eine lockere, frei fließende Melodie aus, die Jazz-Soli über einen Ska-Backbeat führe und an das Beste der Skatellites erinnere. Doch sei die Musik von Ted Sirotas Band, den Rebel Souls, nicht von einem Stil dominiert; Propaganda biete „ein bisschen von allem“, Bebop, Avantgarde Jazz, Jazz-Rock, sogar einen Touch Blues, was bei der früheren Mitgliedschaft Sirotas in der Band des Bluesmusikers Eddie Kirkland nicht verwundere. „Doch die überragende Inspiration für dieses gewagte, klavierlose Quintett scheint jedoch die große Band von Ornette Coleman zu sein.“ So sei zum Beispiel das Titelstück eine „Free-Jazz-Ausflug, angetrieben von Sirotas wildem Trommeln.“ Das ebenfalls von Sirota komponierte La Danse de Janvier  kombiniere wiederum funky Dance- und Rock-Grooves über afrikanische Perkussion. Andere Titel wie Mazureks Ten und Jeff Parkers Hemiola halten sich näher an vertrautem Terrain, „bauen sie doch auf eingängigen Bebop-Riffs auf, lassen aber die Solisten in unerforschte Gebiete vordringen.“ Was diese Gruppe von der Masse abhebe, schließt der Autor, sei ihre offenen Ohren und die Abenteuerlust. Die Rebel Souls würden „stilistisch viele Bereiche abdecken, aber es fühlt sich nie erzwungen oder unnatürlich an.“ Hier sei „eine intelligente, zukunftsorientierte Band, die zu swingen versteht. Auf jeden Fall hörenswert.“
Der Kritiker Peter Margasak lobte im Chicago Reader, diese „exzellente zweite Veröffentlichung“ sei eine „reichhaltige Kollektion der Verschiedenartigkeit des Postbop. Mit der aktuellen Betonung der Free-Jazz-Szene auf Freier Improvisation, hyper-dynamischen Bläsern und mutigen Stilmischungen können wir von dieser Art von Sachen nicht genug hören.“